# Grammostola borelli
Grammostola borelli is een spinnensoort in de taxonomische indeling van de vogelspinnen (Theraphosidae).
Het dier behoort tot het geslacht Grammostola. De wetenschappelijke naam van de soort werd voor het eerst geldig gepubliceerd in 1897 door Simon.

## Voorkomen
De soort komt voor in Paraguay.